# Bogdan Śliwa
Bogdan Śliwa (ur. 4 lutego 1922 w Krakowie, zm. 16 maja 2003 w Krakowie) – polski szachista. 

## Kariera szachowa
W 1946 roku Śliwa dość niespodziewanie zdobył pierwszy powojenny tytuł mistrza Polski. Swój talent potwierdził w kolejnym finale mistrzostw, w 1948 roku, zajmując trzecie miejsce za Kazimierzem Makarczykiem i Stanisławem Gawlikowskim. Po ukończeniu studiów inżynierskich na Politechnice Krakowskiej mocniej zaangażował się w rozgrywki szachowe. W latach 1951–1954 cztery razy z rzędu zdobył tytuł mistrza kraju, czego nie udało się dokonać żadnemu innemu polskiemu szachiście. Startował w wielu turniejach międzynarodowych, nabywając doświadczenia w konfrontacji z najsilniejszymi szachistami świata. W 1952 roku bardzo udanie zadebiutował na olimpiadzie szachowej w Helsinkach, zdobywając indywidualnie srebrny medal na czwartej szachownicy (za rezultat 75%). Rok później otrzymał tytuł mistrza międzynarodowego. W 1954 roku odniósł największy sukces w swojej karierze – trzecie miejsce w turnieju strefowym (eliminacji do meczu o mistrzostwo świata) w Mariańskich Łaźniach. Był jedynym polskim szachistą, który awansował do turnieju międzystrefowego, w roku 1955 w Göteborgu zdobywając 5½ punktu z 20 partii. W 1957 roku w Sofii był bardzo bliski powtórzenia sukcesu z Mariańskich Łaźni. Zajął czwarte miejsce (po dogrywce), pierwsze nie premiowane awansem do turnieju międzystrefowego. 
W drugiej połowie lat pięćdziesiątych siła gry Śliwy nieco osłabła, co było skutkiem konieczności godzenia kariery sportowej z pracą zawodową. W 1960 roku po raz szósty zdobył tytuł mistrza Polski. Ogółem w latach 1952–1966 siedmiokrotnie reprezentował Polskę na olimpiadach szachowych, z wynikiem 62½ pkt w 106 partiach. 
W 1964 roku czasie XVI Szachowej Olimpiady w Tel Awiw-Jafa Śliwa uzyskał bardzo dobry wynik (9 pkt z 14 partii, m.in. wygrał z Bisguierem i Tringowem, zremisował z Botwinnikiem) i "otarł się" o wynik arcymistrzowski, ale ówczesne przepisy wymagały, aby zawodnik miał na koncie minimum 15 partii. Gdyby Śliwa zagrał w ostatniej rundzie to Polska miałaby arcymistrza już w 1964 roku. Do dziś pozostają liczne kontrowersje w tej sprawie.
Brał udział w kilkudziesięciu turniejach i meczach międzynarodowych. W swoim dorobku miał wygrane partie z tak silnymi szachistami, jak Borys Spasski, Dawid Bronstein, Salomon Flohr i Miguel Najdorf. W 1987 roku Międzynarodowa Federacja Szachowa przyznała Śliwie tytuł arcymistrza honorowego. Grał w Krakowskim Klubie Szachistów.
Według retrospektywnego systemu Chessmetrics, najwyżej sklasyfikowany był w styczniu 1954 r., zajmował wówczas 63. miejsce na świecie.
Sukcesy odnosił również w szachach korespondencyjnych, m.in. w 1950 r. zdobył srebrny medal indywidualnych mistrzostw Polski. W 1996 r. Międzynarodowa Federacja Szachowej Gry Korespondencyjnej przyznała mu tytuł arcymistrza.